# Рики Бобби: Король дороги
«Ри́ки Бо́бби: Коро́ль доро́ги» (англ. Talladega Nights: The Ballad of Ricky Bobby) — спортивная комедия 2006 года режиссёра Адама Маккея, также написавшего сценарий совместно с Уиллом Ферреллом. Главные роли сыграли Уилл Феррелл, Джон К. Рейли, Саша Барон Коэн, Гэри Коул, Майкл Кларк Дункан, Лесли Бибб, Джейн Линч и Эми Адамс. В фильме также появились участники гоночной ассоциации NASCAR, такие как Дейл Эрнхардт-младший и Джейми Макмюррей.

## Сюжет
Автогонщик NASCAR Рикки Бобби (Уилл Феррелл) остаётся на вершине благодаря совместному участию со своим лучшим другом и товарищем по команде, Кэлом Нотоном-младшим (Джон К. Рейли). Но когда французский пилот «Формулы-1» Жан Жирар (Саша Барон Коэн) бросает Бобби вызов, ему приходится доказывать своё превосходство, ведя борьбу не только с опаснейшим соперником, но и с самим собой.

## В ролях
| Актёр              | Роль                                                            |
| ------------------ | --------------------------------------------------------------- |
| Уилл Феррелл       | Рики Бобби                                                      |
| Джон К. Рейли      | Кэл Нотон лучший друг Рики и член его команды                   |
| Саша Барон Коэн    | Жан Жерар соперник Рики                                         |
| Гэри Коул          | Риз Бобби отец Рики                                             |
| Майкл Кларк Дункан | Люциус Вашингтон старший член экипажа Рики и его близкий друг   |
| Лесли Бибб         | Карли Бобби жена Рики                                           |
| Джейн Линч         | Люси Бобби мать Рики                                            |
| Эми Адамс          | Сьюзан ассистентка Рики                                         |
| Энди Рихтер        | Грегори партнёр Жана Жерара                                     |
| Молли Шэннон       | миссис Деннит жена Ларри Деннита-младшего                       |
| Грег Германн       | Ларри Деннит-младший новый владелец команды Dennit Racing       |
| Дэвид Кокнер       | Хершелл член команды Рики                                       |
| Джек Макбрайер     | Гленн член команды Рики                                         |
| Иэн Робертс        | Кайл член команды Рики                                          |
| Пэт Хингл          | мистер Деннит-старший бывший владелец Dennit Racing, отец Ларри |
| Адам Маккей        | Терри Шеву                                                      |
| Роб Риггл          | Джек Телмонт комментатор                                        |

## Награды
- 2007 — MTV Movie Awards в категории «Лучший поцелуй» (Уилл Феррелл и Саша Барон Коэн) — Победа

## Отзывы и оценки
На сайте Rotten Tomatoes фильм получил 72 % и 61 % положительных отзывов. На сайте Roger Ebert фильм был оценён на 3,5 звезды из четырёх.